# Pierre Loison (sculpteur)
Pour les articles homonymes, voir Pierre Loison et Loison (homonymie).
Pierre Loison né à Mer (Loir-et-Cher) le 5 juillet 1816 et mort à Cannes (Alpes-Maritimes) le 3 février 1886 est un sculpteur français.

## Biographie
Le père de Pierre Loison, Jean Loison, est vigneron.
Il est d’abord placé en apprentissage chez un sabotier de la commune et exerce ce métier pendant quelques années.
Ses dons pour la sculpture sur bois le font remarquer par le pasteur du village qui joua de son influence pour lui faire obtenir une bourse communale afin de lui permettre de se former à Paris. En 1841, il entre dans l’atelier de Pierre-Jean David d'Angers dont il devient l’un des élèves préférés[réf. nécessaire], puis à l’École des beaux-arts de Paris l’année suivante.
Il expose pour la première fois au Salon en 1845 où il remporte une médaille de troisième classe ; par la suite, il obtient une médaille de première classe en 1853, une mention honorable à l’Exposition universelle de 1855 et rappel de médaille en 1859.
Il est nommé chevalier de la Légion d’honneur par décret du 12 juillet 1859.
À partir de 1880, malade, il ralentit son activité et il fait de fréquents séjours à Cannes où il meurt en 1886,. Il est inhumé à Paris au cimetière du Montparnasse.
Une rue de Mer porte son nom.

## Œuvres dans les collections publiques

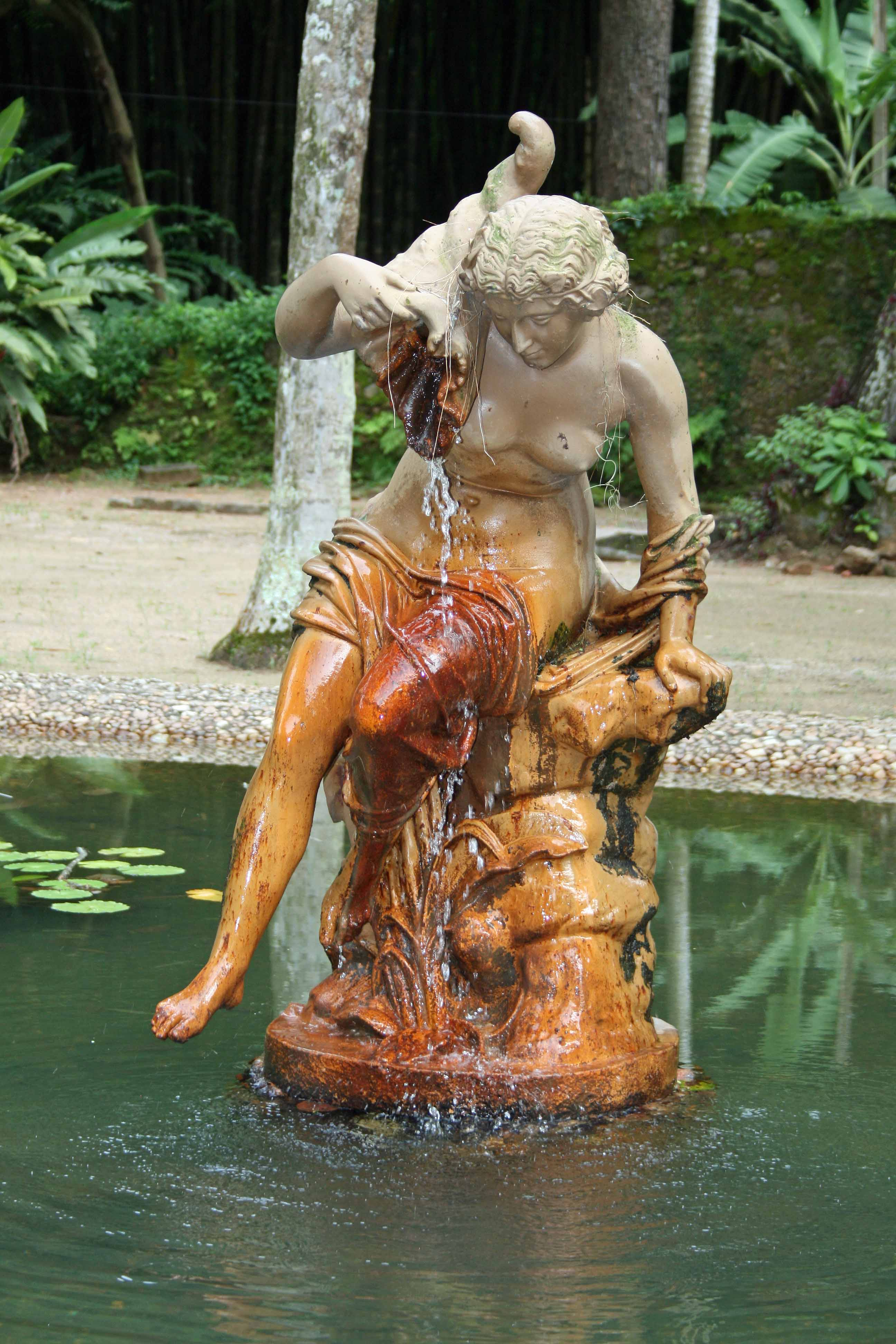
Jeune fille à la conque, fonte, jardin botanique de Rio de Janeiro.

- Amiens musée de Picardie : Daphnis et Naïs, 1866, groupe en marbre[5],[6].
- Aubin, mairie : Demoiselle d’honneur de la Cour de François Ier, statue en pierre, exposée au Salon de 1870 ; acquise par l’État à ce Salon, elle a été déposée en 1891, devant la mairie[7],[8].
- Blois :
  - palais de justice : La Justice, 1847, ornant le fronton[9],[10].
  - château de Blois : Achille Fould, buste[11].
- Compiègne, château de Compiègne : La Paix distribuant des palmes aux génies des Beaux-arts, 1866, fronton du  château[12].
- Dampierre-en-Yvelines, église Saint-Pierre : Vierge à l’enfant, statue en marbre[13].
- Dole, musée des Beaux-Arts : Jeune fille portant un vase, 1857, statue en marbre blanc, présentée au Salon de 1859. La statue fut d’abord placée au Palais-Royal dans les appartements du prince Napoléon. Une réplique de taille réduite est conservée au musée des Arts décoratifs de Paris[14].
- Dreux, chapelle royale : Gisant de Ferdinand-Philippe d'Orléans, d'après Ary Scheffer[15].
- Mer, halle aux grains : chaque façade de ce bâtiment, classé à l’inventaire supplémentaire des monuments historiques, comporte un fronton triangulaire et celui de la façade ouest représentant L’Agriculture distribuant des couronnes aux enfants de Beauce et de Sologne a été sculpté gracieusement par Pierre Loison, natif de la commune[16].
- Paris :
  - cimetière du Père-Lachaise : sépulture de la famille Hautoy, deux bas-reliefs en marbre représentant l’un La Vie de famille, l’autre Le Chantier, 1880[17].
  - hôtel de ville de Paris : Jean-Baptiste Pigalle, 1881, statue en pierre, sur la façade principale, au rez-de-chaussée.
  - musée Gustave-Moreau : Femme assise, 1843, terre cuite[18].
  - opéra Garnier, grand foyer : La Grâce, 1875, statue en marbre.
  - palais du Louvre :
    - Figure, 1878, au deuxième étage du pavillon Marsan[19] ;
    - La Navigation, 1868, sur la balustrade du premier étage du pavillon des États[20] ;
    - Pandore, 1861, façade est de la Cour carrée[21] ;
    - Vénus, 1865, aile Marsan[22] ;
    - L’Histoire et La Vérité, 1857, oculus du pavillon Mollien, côté cour Napoléon[23] ;
    - La Poésie et La Philosophie, 1857, oculus du pavillon Mollien, côté cour Napoléon[24] ;
    - Concordet, 1857, sur la balustrade du premier étage de la rotonde de Beauvais, côté cour Napoléon[25] ;
    - Sappho sur le rocher de Leucade, 1859, façade nord de la Cour carrée. Le modèle en plâtre, offert par Mme Loison, est conservé au musée des Beaux-Arts de Blois[26].
- Vendôme, musée de Vendôme : Nausicaa, statue en plâtre, présentée au Salon de 1874[27].

Œuvres de Pierre Loison
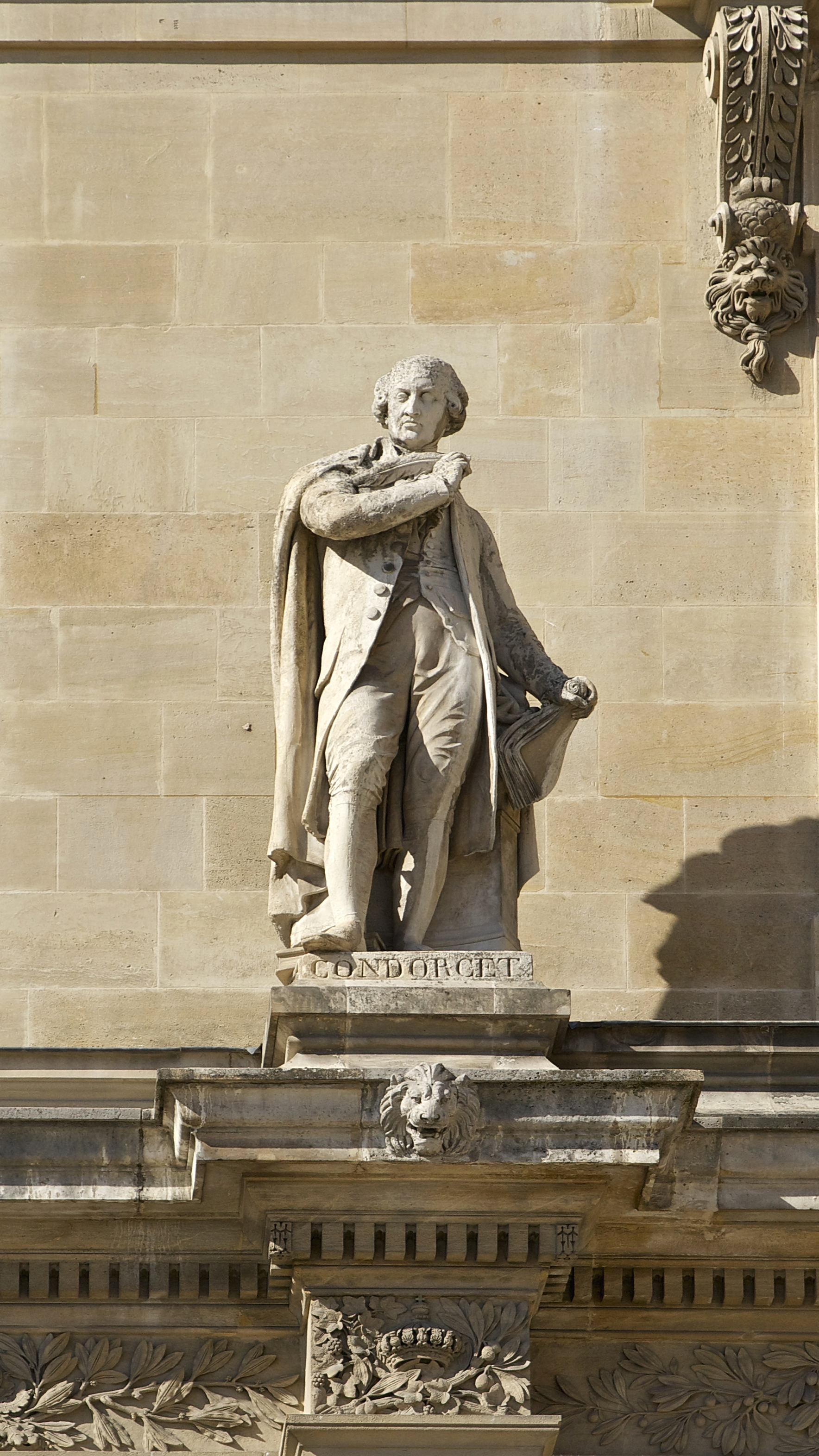
Concordet (vers 1853), Paris, façade du palais du Louvre.
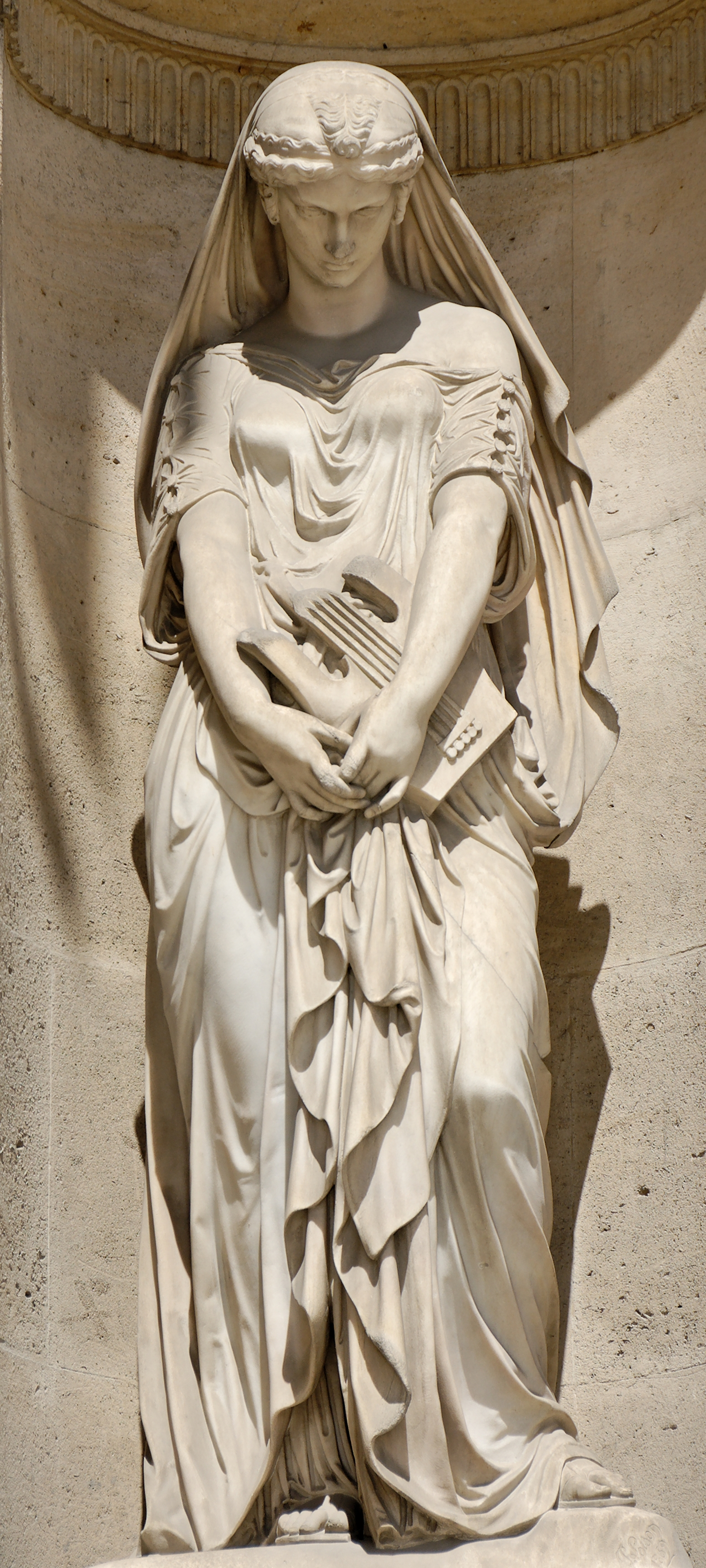
Sappho sur le rocher de Leucade (1859), Paris, palais du Louvre, façade nord de la Cour carrée.
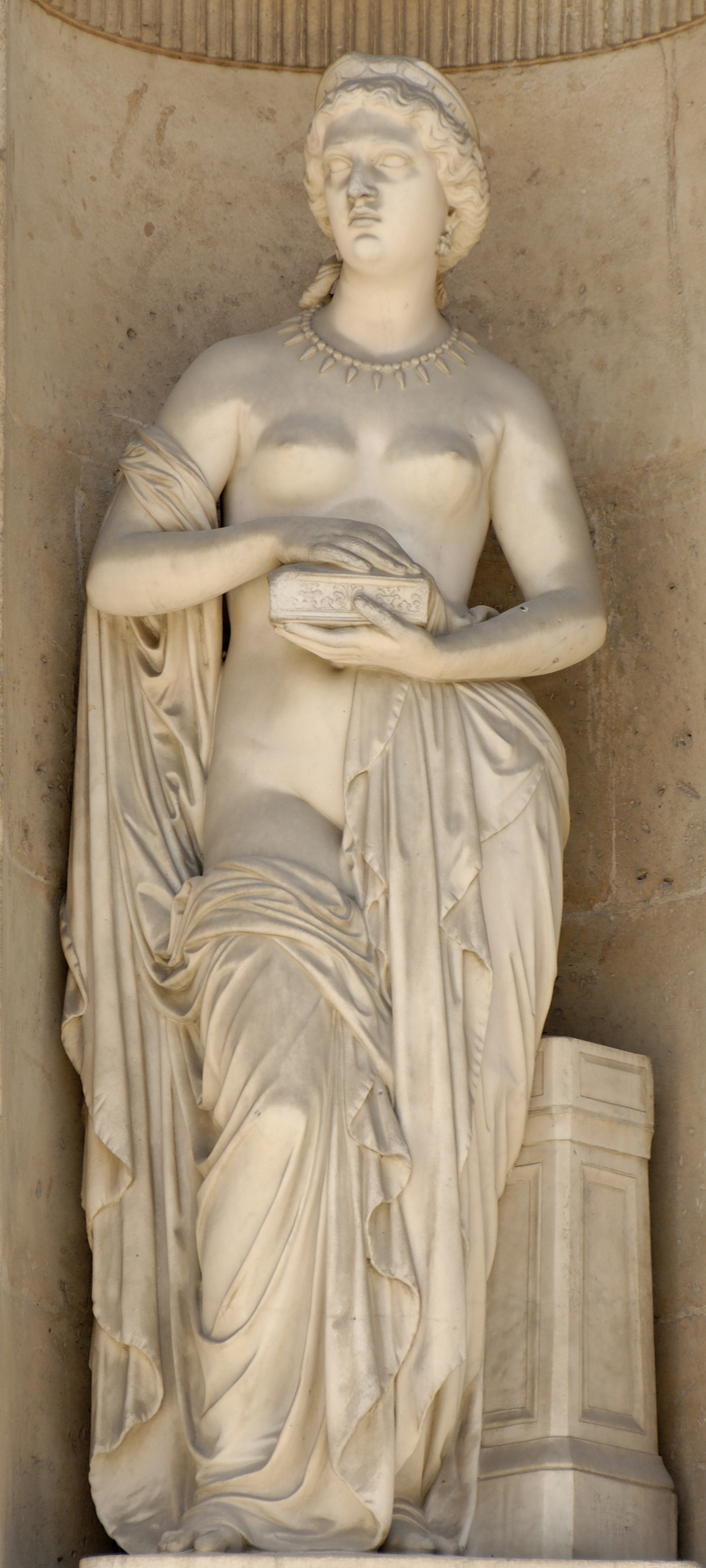
Pandore (1861), Paris, palais du Louvre, façade est de la Cour carrée.
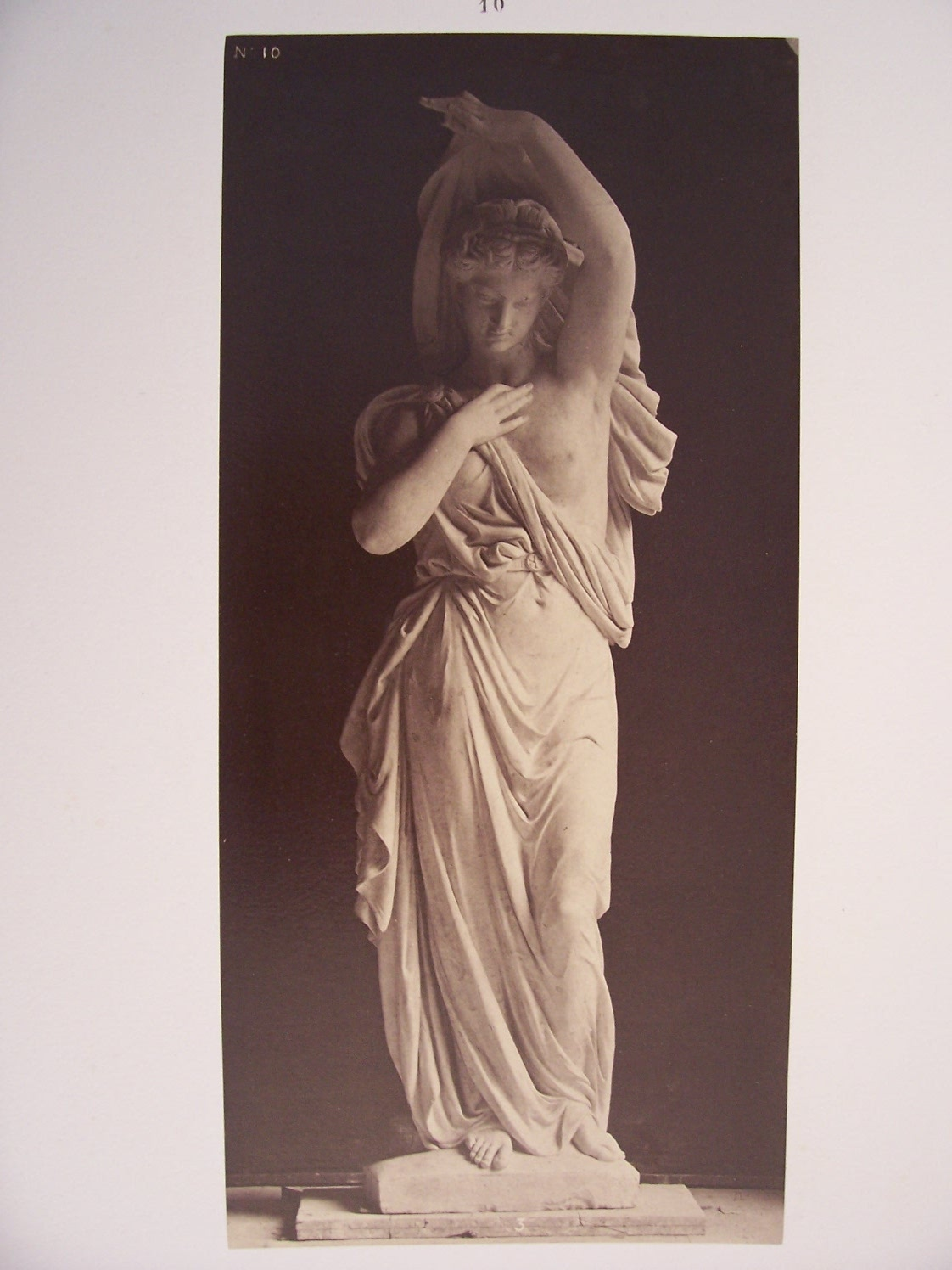
La Grâce (1870), Paris, opéra Garnier, grand foyer[28].
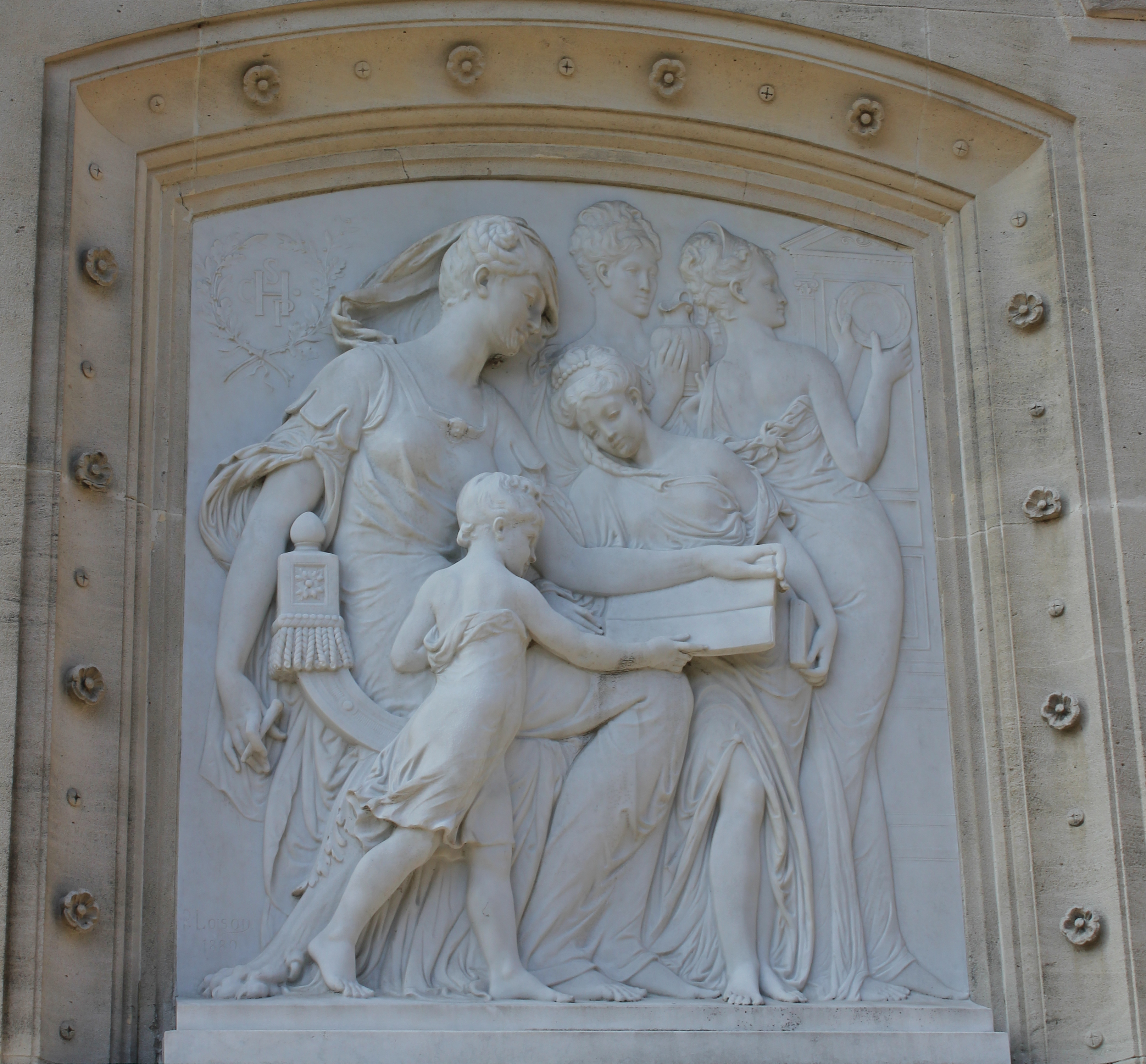
La Vie de famille (1880), sépulture Hautoy, Paris, cimetière du Père-Lachaise.
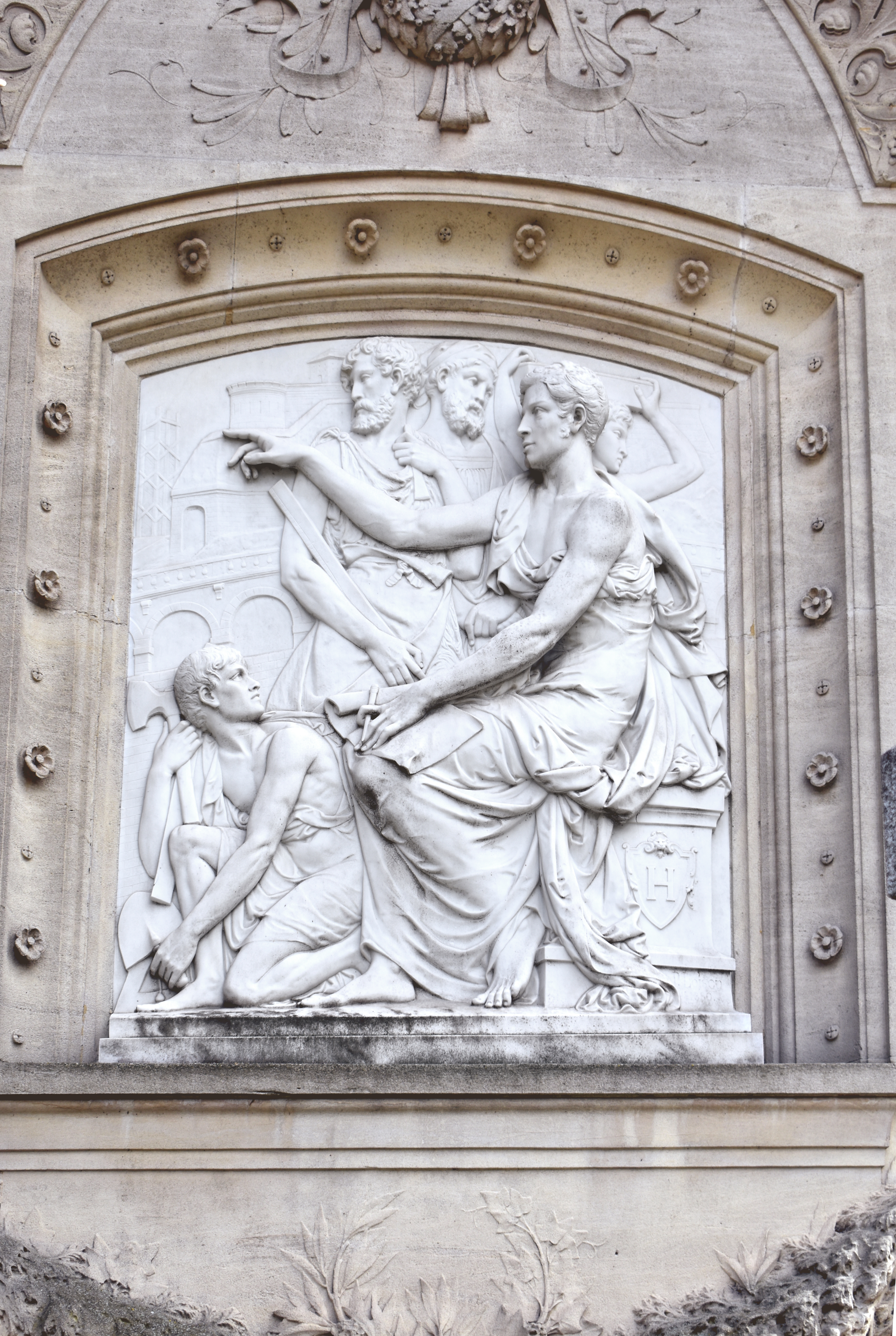
Le Chantier (1880), sépulture Hautoy, Paris, cimetière du Père-Lachaise.
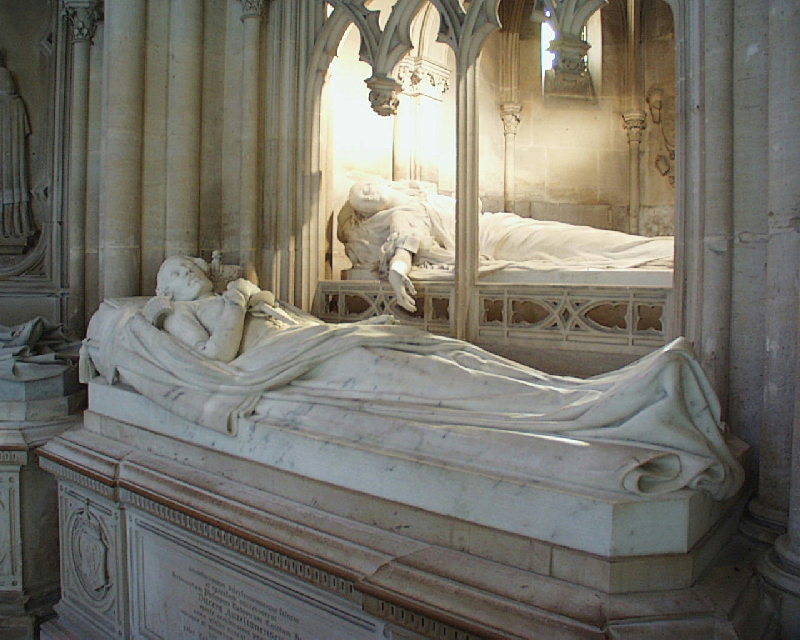
Gisant de Ferdinand-Philippe d'Orléans, d'après Ary Scheffer, Dreux, chapelle royale.
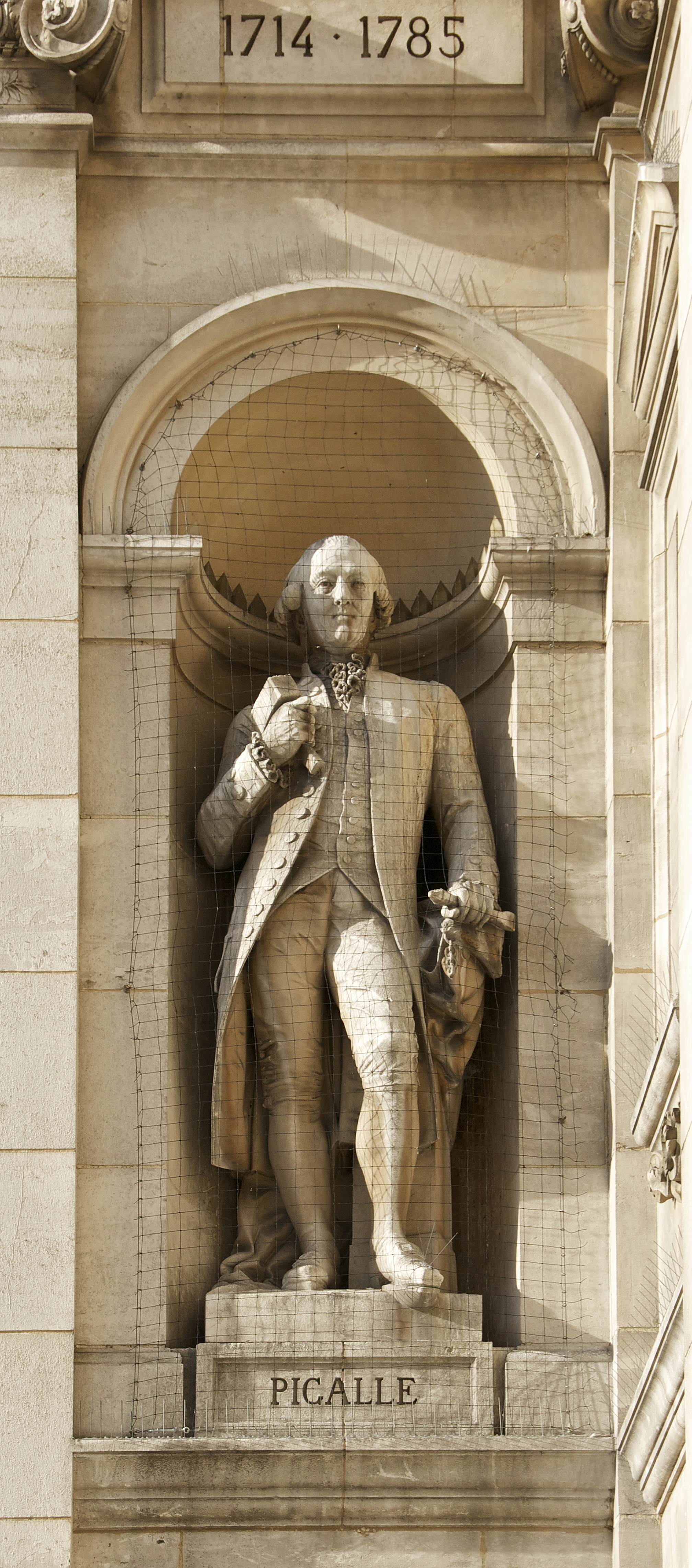
Jean-Baptiste Pigalle (vers 1882), façade de l’hôtel de ville de Paris.

## Élèves
- Félix Martin (1844-1917)